# Венета Харизанова
Венета Харизанова е български модел и телевизионен водещ.

## Биография
Венета Харизанова е родена на 9 октомври 1980 г. в София. Завършва 132 СОУ. Следва връзки с обществеността в Университета на Вашингтон. Защитава магистратура по маркетинг и мениджмънт в УНСС. Говори 4 езика – английски, руски, испански и италиански.
Започва работа като модел в Италия през 2003 г. Именно там и предлагат да бъде ко-водеща в предаване на RAI 1. Става рекламно лице на едни от най-известните брандове за бельо „Intimissimmi“, „Calzedonia“, дрехи „Luiza Spagnioli“, „Nolita“, и др. Снима календар на най-известните марки очила, става лице на „Blue Marine“, „Trusardi“, и др.
Като най-голям успех отчита победата си в конкурса „Fashion tv Became a Star“ в Тел Авив, където побеждава конкуренция от 1800 жени от цял свят.
Дебютира във филма на Долф Лундгрен – „Механикът“. Участва във филмите „Обиколката на Фландрия“ (френски) и „Box Office 3D“, където си партнира с Джина Лолобриджида, Ана Фалки и Ецио Греджо. Отива в Ню Йорк и учи актьорско майсторство през 2008 г. в известното училище на Бродуей „Black Nexus“ и по-късно през 2010 г. завършва „New York film academy“ в Ню Йорк.
През 2013 г. работи в България като личен асистент на Робърт Де Ниро и Джон Траволта по време на филма „Killing Season“, а през 2015 г. се снима в „Passage to Hell“.
През 2011 г. печели националния Мисис България, а през 2012 г. става трета на престижния световен конкурс „Мисис Вселена 2012“ в Ростов на Дон.
Работила е като телевизионна водеща в БТВ, ТВ 7, Нова ТВ от 2012 до 2015 г.
Работи и като дизайнер, като прави ръчно рисувана модна колекция, представена на седмица на модата „Sofia Fashion Week“ 2016.